# 東京都の大学一覧

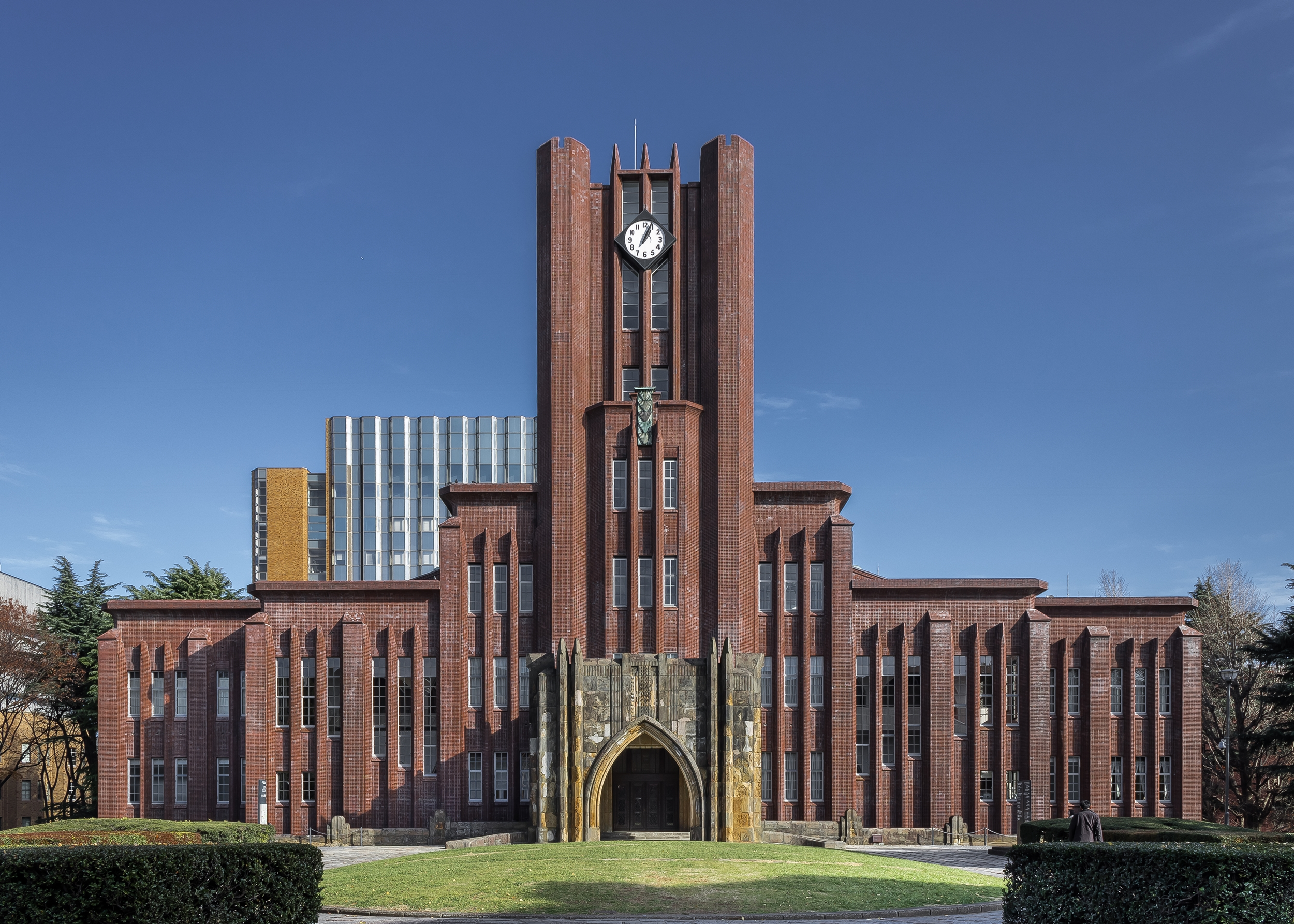
東京大学安田講堂

東京都の大学一覧（とうきょうとのだいがくいちらん）は、東京都に所在する大学の一覧である。

## 国立大学

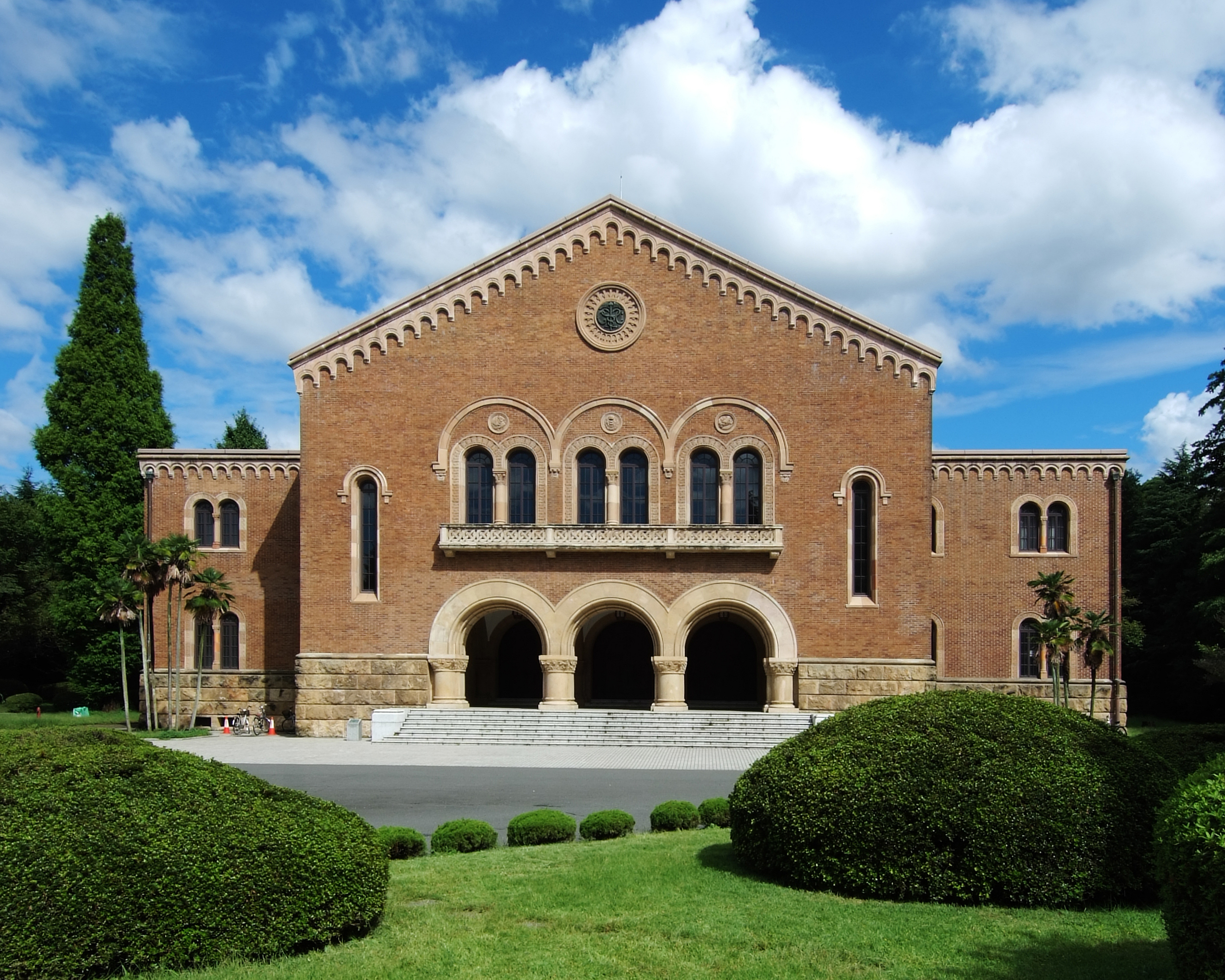
一橋大学兼松講堂

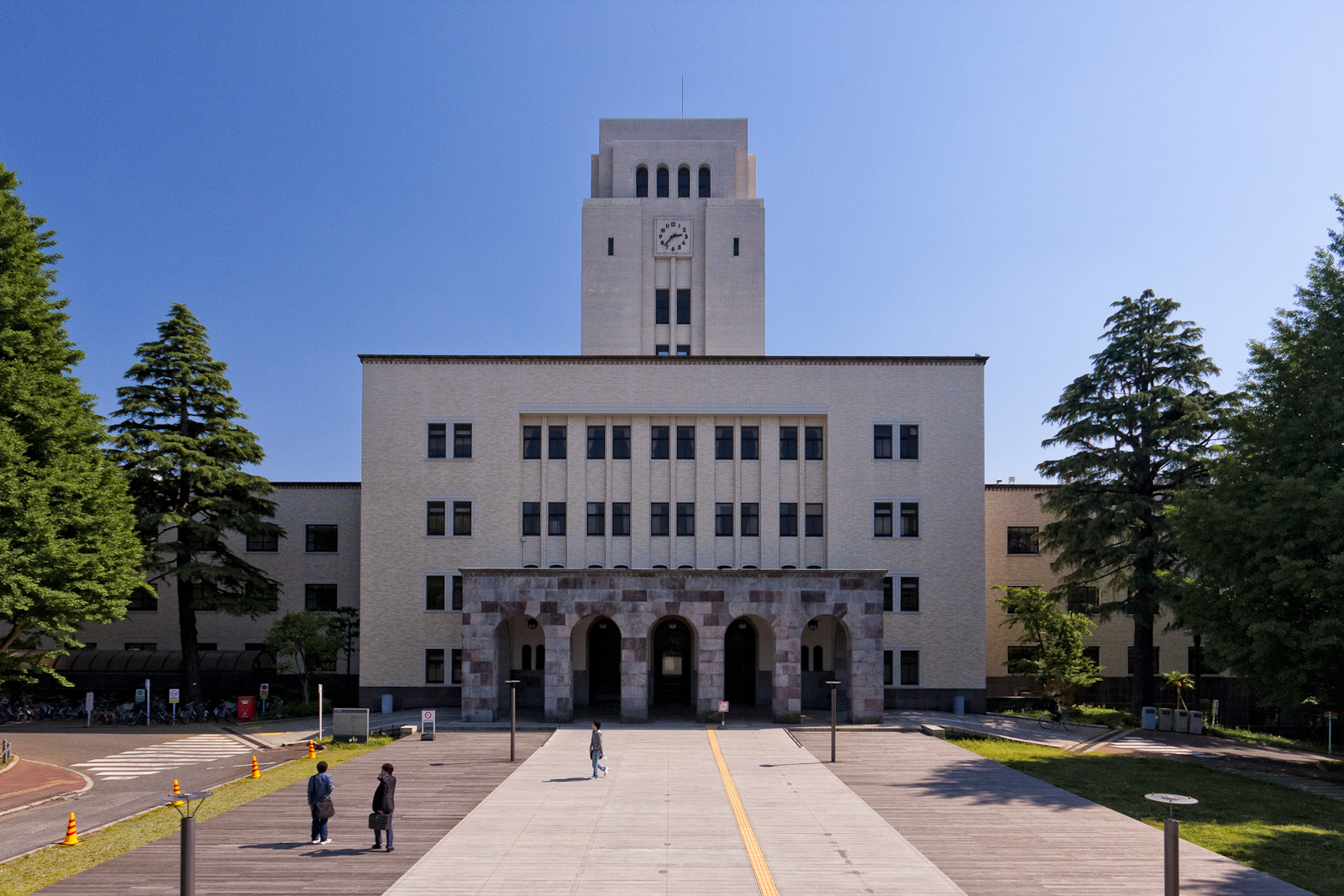
東京科学大学大岡山キャンパス本館

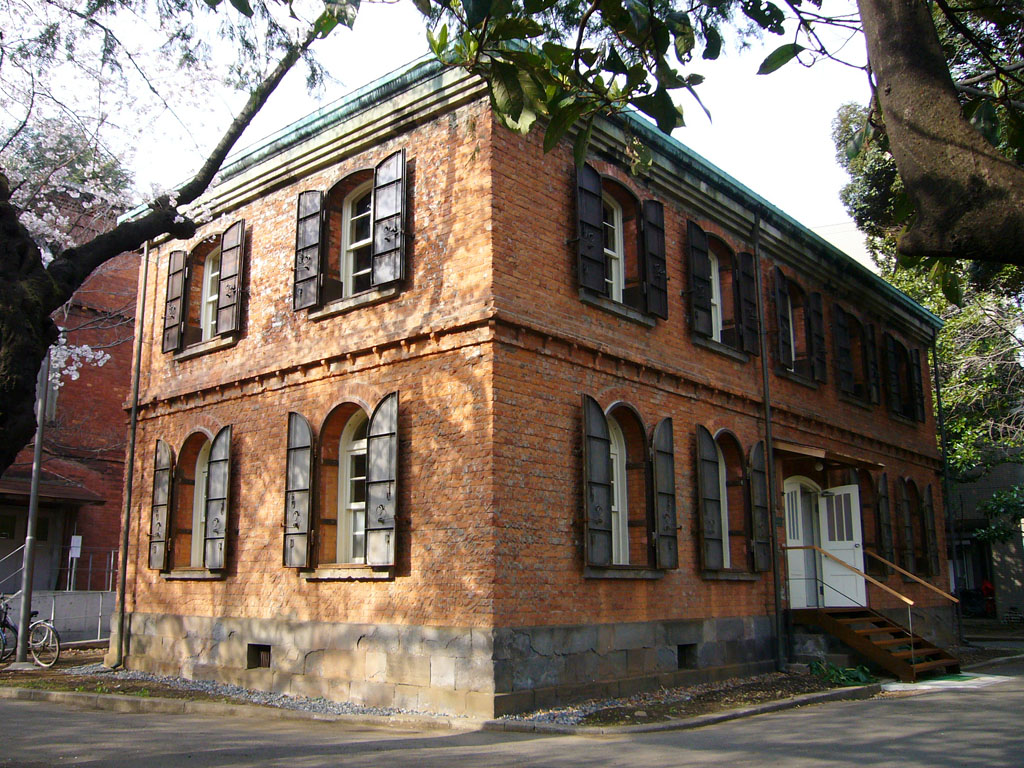
東京芸術大学上野キャンパス上野キャンパス音楽学部赤レンガ1号館

- お茶の水女子大学
- 政策研究大学院大学
- 筑波大学東京キャンパス
- 電気通信大学
- 東京大学
  - 本郷キャンパス（文京区）
  - 浅野キャンパス（文京区）
  - 弥生キャンパス（文京区）
  - 小石川地区（文京区）
  - 駒場地区キャンパス（目黒区）
  - 中野キャンパス（中野区）
  - 白金台キャンパス（港区）
  - 三鷹地区（三鷹市）
  - 田無地区（西東京市）
- 東京科学大学
  - 大岡山キャンパス
  - 田町キャンパス
  - 駿河台キャンパス
  - 湯島キャンパス
- 東京外国語大学
  - 本郷サテライト
- 東京海洋大学
- 東京学芸大学
- 東京芸術大学
  - 上野校地
  - 千住校地
- 東京農工大学
  - 工学部小金井キャンパス
  - 農学部府中キャンパス
- 一橋大学
  - 国立キャンパス
  - 千代田キャンパス（如水会館）
  - 小平国際キャンパス

## 公立大学

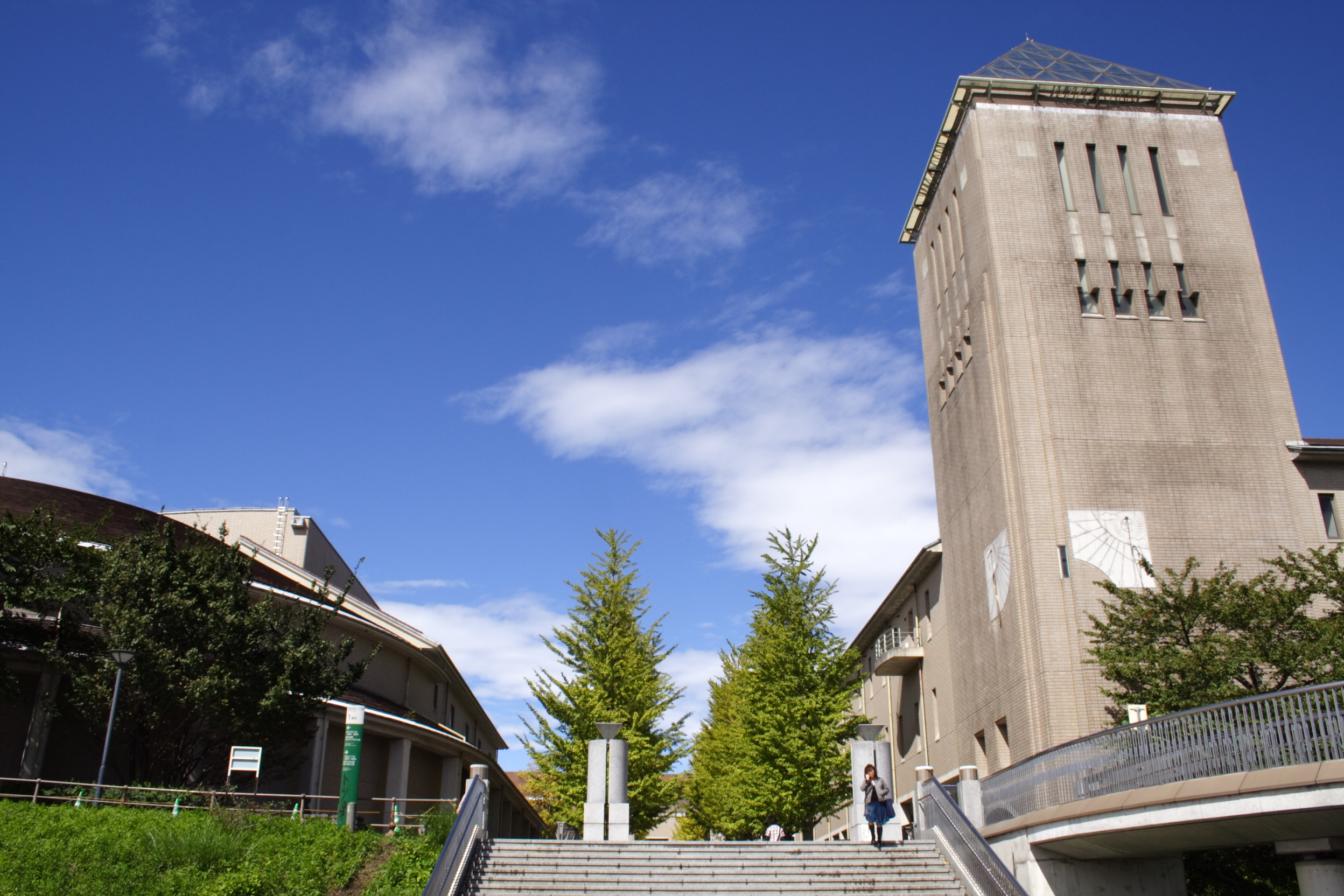
東京都立大学

- 東京都立産業技術大学院大学
- 東京都立大学

## 私立大学
- 青山学院大学青山キャンパス
- 亜細亜大学
- 跡見学園女子大学文京キャンパス
- 桜美林大学
- 大妻女子大学
  - 多摩キャンパス
  - 千代田キャンパス
- 大原大学院大学
- 嘉悦大学
- 学習院大学
- 学習院女子大学
- 川村学園女子大学目白キャンパス
- 北里大学白金キャンパス
- 共立女子大学
- 杏林大学
  - 三鷹キャンパス
  - 井の頭キャンパス
  - 八王子キャンパス
- グロービス経営大学院大学東京校
- 恵泉女学園大学
- 国立音楽大学
- 慶應義塾大学
  - 丸の内シティキャンパス
  - 芝共立キャンパス
  - 信濃町キャンパス
  - 三田キャンパス
- 工学院大学新宿キャンパス
- 工学院大学八王子キャンパス
- 國學院大學渋谷キャンパス
- 国際基督教大学
- 国際医療福祉大学東京青山キャンパス
- 国際仏教学大学院大学
- 国士舘大学
- こども教育宝仙大学
- 駒澤大学
- 駒沢女子大学
- 産業能率大学
  - 自由が丘キャンパス
  - 代官山キャンパス
- 事業構想大学院大学
- 実践女子大学
- 芝浦工業大学
  - 豊洲キャンパス
- 淑徳大学東京キャンパス
- 順天堂大学本郷キャンパス
- 城西国際大学東京紀尾井町キャンパス
- 上智大学
  - 四谷キャンパス
  - 目白聖母キャンパス
- 昭和医科大学
  - 洗足キャンパス
  - 旗の台キャンパス
- 昭和女子大学
- 昭和薬科大学
- 女子栄養大学駒込キャンパス
- 女子美術大学
- 白梅学園大学
- 白百合女子大学
- 杉野服飾大学
- 成蹊大学
- 成城大学
- 聖心女子大学
- 清泉女子大学
- 聖路加国際大学
- 専修大学神田キャンパス
- 創価大学
- 大正大学巣鴨キャンパス
- 大東文化大学
  - 板橋キャンパス
  - 信濃町キャンパス
- 高千穂大学
- 宝塚大学東京新宿キャンパス
- 拓殖大学
  - 文教キャンパス
  - 八王子キャンパス
- 多摩大学多摩キャンパス
- 玉川大学
- 多摩美術大学
- 中央大学多摩キャンパス
- 中央大学理工学部後楽園キャンパス
- 津田塾大学
- 帝京大学
  - 板橋キャンパス
  - 霞ヶ関キャンパス
  - 八王子キャンパス
- 帝京科学大学千住キャンパス
- 帝京平成大学
  - 池袋キャンパス
  - 中野キャンパス
- デジタルハリウッド大学
- テンプル大学
- 東海大学代々木キャンパス
- 東海大学高輪キャンパス
- 東京有明医療大学
- 東京医科大学
- 東京医療学院大学
- 東京医療保健大学
- 東京音楽大学
- 東京家政大学板橋キャンパス
- 東京家政学院大学
- 東京経営大学
- 東京経済大学
- 東京工科大学
- 東京工芸大学中野キャンパス
- 東京国際大学
  - 早稲田キャンパス
  - 高田馬場サテライト
- 東京慈恵会医科大学
  - 西新橋キャンパス
  - 国領キャンパス
- 東京純心大学
- 東京女子大学
- 東京女子医科大学河田町キャンパス
- 東京女子体育大学
- 東京神学大学
- 東京聖栄大学
- 東京成徳大学十条台キャンパス
- 東京造形大学
- 東京電機大学
  - 東京千住キャンパス
- 東京都市大学
  - 世田谷キャンパス
  - 等々力キャンパス
- 東京農業大学世田谷キャンパス
- 東京福祉大学池袋キャンパス
- 東京富士大学
- 東京未来大学
- 東京薬科大学
- 東京理科大学
  - 神楽坂キャンパス
  - 葛飾キャンパス
- 東邦大学大森キャンパス
- 桐朋学園大学
- 東洋大学
  - 清水町キャンパス
  - 白山キャンパス
  - 白山第二キャンパス
  - 赤羽台キャンパス
- 東洋英和女学院大学六本木校地
- 東洋学園大学本郷キャンパス
- 二松學舍大学九段キャンパス
- 日本大学
  - 医学部キャンパス
  - 芸術学部江古田キャンパス
  - 法科大学院お茶の水キャンパス
  - 経済学部キャンパス
  - 歯学部キャンパス
  - 商学部キャンパス
  - 理工学部駿河台キャンパス
  - 文理学部桜上水キャンパス
  - 法学部三崎町キャンパス
  - 危機管理学部三軒茶屋キャンパス
  - スポーツ科学部三軒茶屋キャンパス
- 日本医科大学千駄木キャンパス
- 日本教育大学院大学
- 日本経済大学東京渋谷キャンパス
- 日本歯科大学東京キャンパス
- 日本社会事業大学
- 日本女子大学目白キャンパス
- 日本女子体育大学
- 日本獣医生命科学大学
- 日本赤十字看護大学
- 日本体育大学東京・世田谷キャンパス
- 日本文化大学
- 日本薬科大学お茶の水キャンパス
- ハリウッド大学院大学

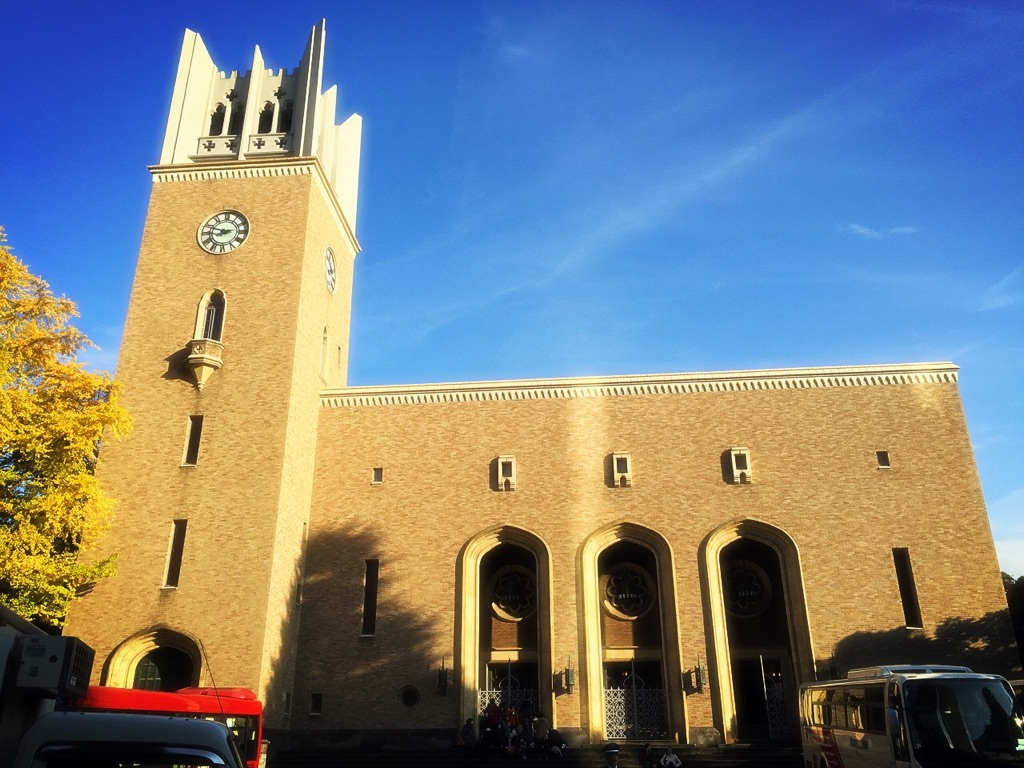
早稲田大学大隈講堂

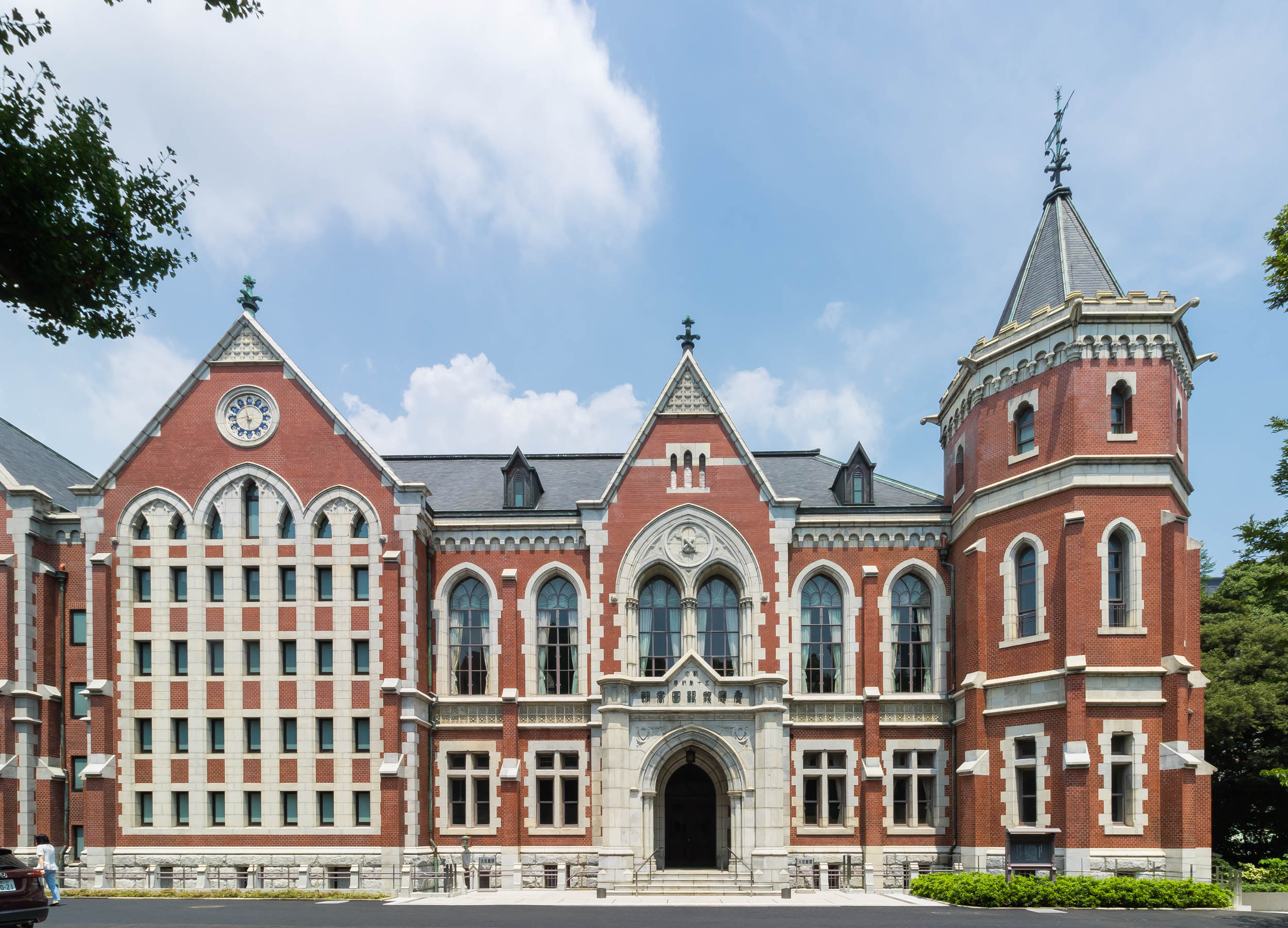
慶應義塾大学図書館

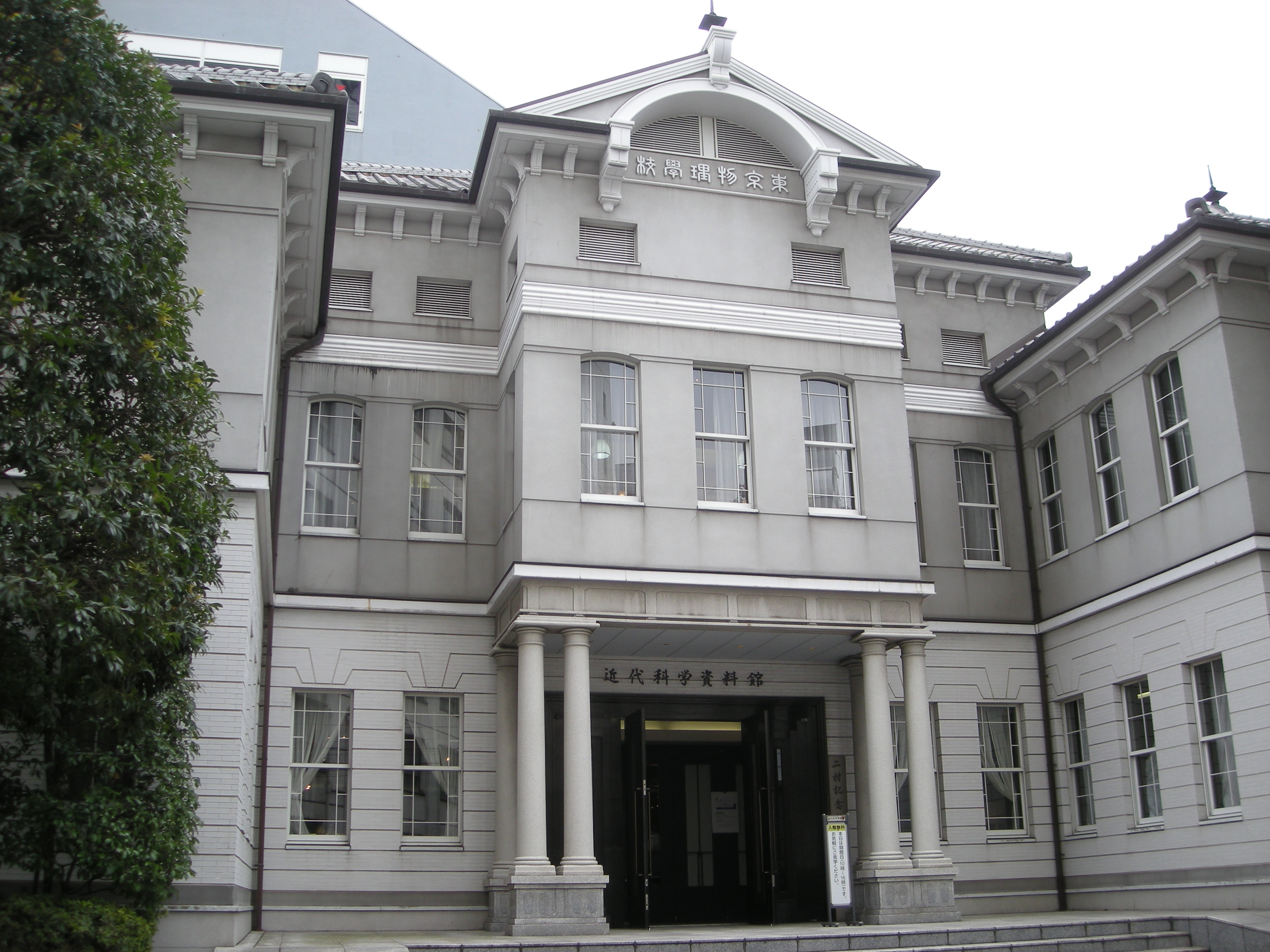
東京理科大学近代科学資料館

- ビジネス・ブレークスルー大学（通信教育のみ）
- 文化学園大学
- 文化ファッション大学院大学
- 文京学院大学本郷キャンパス
- 法政大学
  - 市ヶ谷キャンパス
  - 小金井キャンパス
- 星薬科大学
- 武蔵大学
- 武蔵野大学
- 武蔵野音楽大学江古田キャンパス
- 武蔵野美術大学
  - 小平キャンパス
  - 市ヶ谷キャンパス
- 明治大学
  - 和泉キャンパス
  - 駿河台キャンパス
  - 中野キャンパス
- 明治学院大学白金キャンパス
- 明治薬科大学
- 目白大学新宿キャンパス
- 明星大学
- ヤマザキ学園大学
- 立教大学池袋キャンパス
- 立正大学大崎キャンパス
- ルーテル学院大学
- 早稲田大学
  - 日本橋キャンパス
  - 喜久井町キャンパス
  - 戸山キャンパス
  - 西早稲田キャンパス
  - 東伏見キャンパス
  - 早稲田キャンパス
- 和光大学

## サテライトキャンパス

### 国立大学
- 埼玉大学東京ステーションカレッジ（TSC）（VORT秋葉原maximビル内）
- 東北大学東京分室（サピアタワー内）
- 長岡技術科学大学東京サテライトキャンパス
- 北陸先端科学技術大学院大学東京サテライト
- 北海道大学東京オフィス（サピアタワー内）
- 横浜国立大学東京サテライトキャンパス
- 金沢大学東京事務所（日本橋三井タワー内）

### 公立大学
- 東京都立大学丸の内サテライトキャンパス（丸の内永楽ビルディング内）

### 私立大学
- 青森大学東京キャンパス（江戸川区立葛西中学校内）
- 愛知大学東京霞が関オフィス（霞が関コモンゲート西館内）
- 大手前大学東京サテライトキャンパス
- 金沢工業大学東京虎ノ門キャンパス（愛宕東洋ビル内）
- 関西大学東京センター
- 関西学院大学東京丸の内キャンパス
- 京都造形芸術大学外苑キャンパス
- 慶應義塾大学SFC三田サテライトキャンパス
- 甲南大学ネットワークキャンパス東京（サピアタワー内）
- 国際大学東京事務所
- 国際武道大学東京事務所（日本武道館内）
- 産業医科大学東京事務所（新倉ビル内）
- 至誠館大学東京サテライト教室
- 西南学院大学（学校法人西南学院）東京オフィス（サピアタワー内）
- 多摩大学九段サテライトキャンパス
- 多摩大学品川サテライトキャンパス
- 多摩大学八王子サテライトキャンパス
- 千葉工業大学東京スカイツリータウンキャンパス（東京スカイツリータウン内）
- 中部大学東京事務所（ランディック日本橋ビル内）
- 同志社大学 東京サテライト・キャンパス
- 東洋大学大手町サテライト（新大手町ビル内）
- 名古屋商科大学東京丸の内キャンパス（丸の内ビルディング内）
- 日本ウェルネススポーツ大学サテライトキャンパス 東京
- 東北芸術工科大学外苑キャンパス
- 人間総合科学大学東京サテライトキャンパス
- 福岡大学東京事務所（郵政福祉琴平ビル内）
- 松山大学東京事務所
- 立命館大学東京キャンパス（サピアタワー内）
- 龍谷大学東京オフィス（岸本ビルヂング内）
- 流通科学大学サテライトオフィス（サピアタワー内）